# Svensk dvärghöna

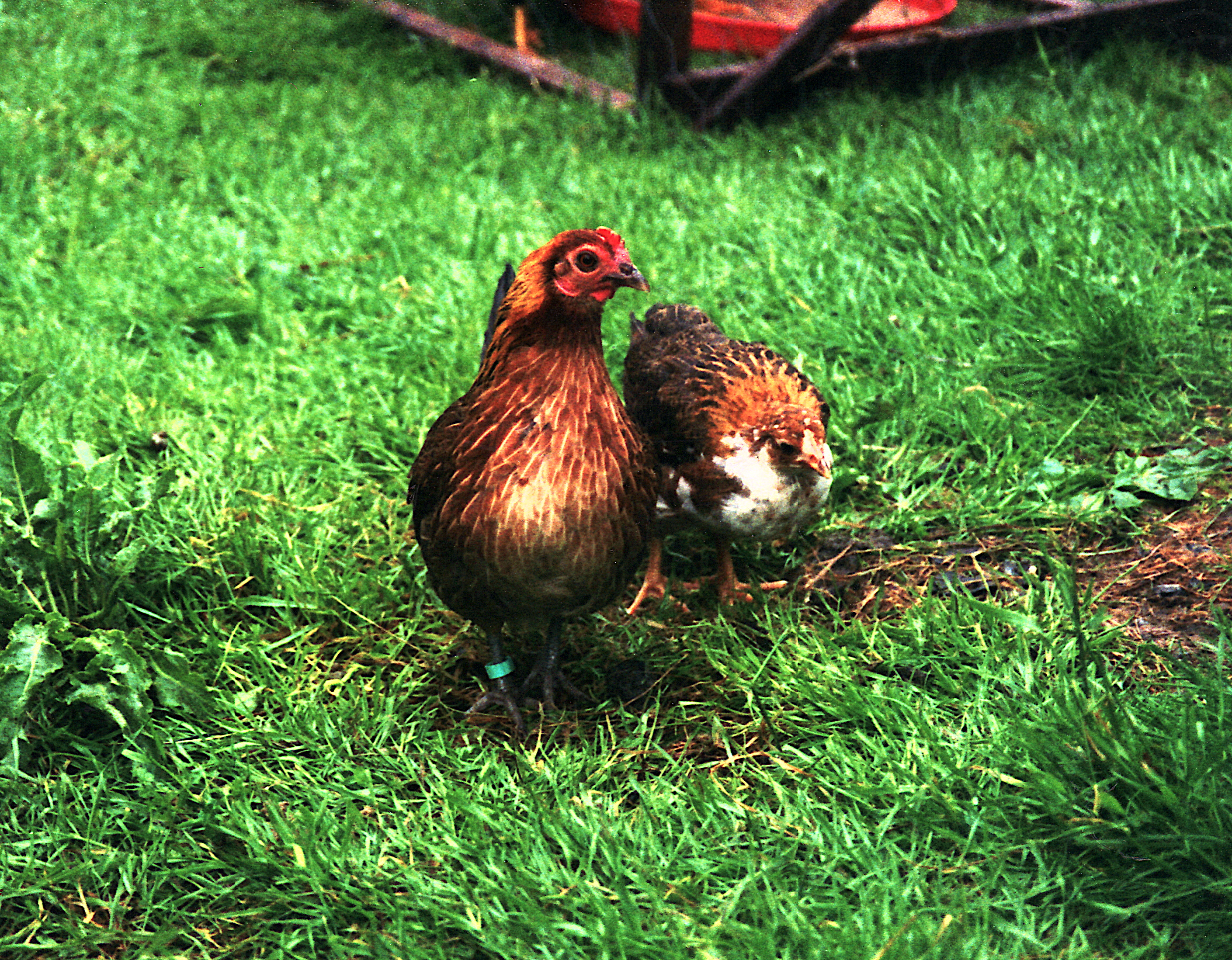
Höna av svensk dvärg med fosterkyckling av normalstor ras.

Svensk dvärghöna, eller(gammal)svensk dvärghöna eller svensk dvärg, är en svensk hönsras. Den är en urdvärg, det vill säga den är inte framavlad ur en stor variant.

## Ursprung
Rasens ursprung är något oklart, men det finns indikationer på att den importerades från Storbritannien eller Ostindien under 1800-talet. Svenska Lanthönsklubben anser att det skedde under 1860-talet, då vildfärgade "tama bankivahöns" fördes in i Sverige via Ostindiska kompaniet. Den mest oförädlade delen av rasen har bevarats som gammalsvensk dvärghöna.

## Beskrivning
Svensk dvärghöna är en bra värpras med piggt temperament. Rasen har en kort kropp med reslig hållning.
Rasen förekommer i två färgvarianter, brun och vetefärgad. En höna väger omkring 550 (500–800) gram och en tupp väger omkring 650 (600–1000) gram. Äggen väger ungefär 30 gram och har vit till gräddfärgad skalfärg. Hönorna är ruvvilliga och ser efter sina kycklingar väl. 
Individerna är till sitt sätt ofta flaxiga. De är uppmärksamma på sin omgivning och vill gärna sitta och sova högt om natten. De kan flyga korta sträckor och flaxar gärna upp i träd för nattvila, om de får tillfälle.

## Färger
- Brun
- Vetefärgad